# Horsfields flygekorre
Horsfields flygekorre (Iomys horsfieldii) är en däggdjursart som först beskrevs av Waterhouse 1838.  Iomys horsfieldii ingår i släktet Iomys och familjen ekorrar. IUCN kategoriserar arten globalt som livskraftig.
Inga underarter finns listade i Catalogue of Life. Wilson & Reeder (2005) skiljer mellan 4 underarter.
Denna flygekorre förekommer i Sydostasien på Malackahalvön, Sumatra, Borneo, Java och några mindre öar i samma region. Arten vistas där i låglandet och i upp till 1000 meter höga bergstrakter. Habitatet utgörs av olika skogar och odlade områden. Horsfields flygekorre är aktiv på natten och vilar i trädens håligheter. Enligt en observation kan den även bygga bon av blad med en diameter av cirka 28 cm.
Arten har en genomsnittlig kroppslängd (huvud och bål) av 18 cm och svansen är vanligen lika lång. Djuret har en orangebrun till gråbrun päls på ovansidan och en ljusare päls på undersidan. Även svansen är ljusare på sidorna och undersidan. Liksom andra flygekorrar har Horsfields flygekorre en flygmembran för att glida genom luften. De nästan nakna öronen samt ögonen är stora och klorna är bra utvecklade. I motsats till Petinomys genibarbis saknas vårtor och tydliga morrhår i ansiktet. Det finns inga tydliga skillnader mellan hanar och honor, förutom könsorganen. Svansen ser avplattad ut på grund av långa hår vid sidorna.
Närbesläktade flygekorrar lever ensam eller i små grupper och Horsfields flygekorre har antagligen samma beteende. Som föda antas växtdelar. Även angående fortplantningssättet finns bara data för närbesläktade flygekorrar. De har en eller två ungar per kull.